# Безмислици под слънцето
„Безмислици под слънцето“ (на френски: Les Tripes au soleil) е драматичен филм от 1959 година на режисьора Клод Бернар-Обер с участието на Жак Ришар, Грегоар Аслан и Тото Бисенте, копродукция на Франция и Италия.

## Сюжет
Внимание:  Текстът по-долу разкрива сюжета на произведението (или части от него)!
Филмът засяга темата за расизма и насилието, което предизвиква в едно измислено населено място, откъснато от околния цивилизован свят.

## В ролите
| Актьор        | Роля           |
| ------------- | -------------- |
| Жак Ришар     | Боб Стенли     |
| Грегоар Аслан | бащата на Боб  |
| Тото Бисенте  | Беси Ванс      |
| Дута Сек      | бащата на Беси |
| Дуду Бабет    | хулигана       |
| Роже Блен     | Слим           |
| Мили Витале   | проститутката  |
| Анна Карере   | туристката     |